# شهر مجلسی
شهر جدید مجلسی در شهرستان مبارکه از توابع استان اصفهان در مسیر ارتباطی اصفهان به بروجن واقع گردیده است. این شهر در سال ۱۳۶۸ و با هدف اسکان کارکنان شرکت‌های صنعتی اطراف از جمله شرکت فولاد مبارکه و همچنین جلوگیری از تخریب زمین‌های کشاورزی احداث گردید.

## مردم
براساس سرشماری مرکز آمار ایران در سال ۱۳۸۵، جمعیت آن ۲٬۶۵۹ نفر (۶۶۲خانوار) بوده‌است.
جمعیت این شهر در سال ۱۴۰۱ حدود ۱۶ الی ۲۰هزار نفر تخمین زده شده‌است مردم این شهر بیشتر بختیاری و از مهاجران خوزستانی تبار هستند.